# Liste des vivariums et insectariums publics de France
 (février 2024).
Si vous disposez d'ouvrages ou d'articles de référence ou si vous connaissez des sites web de qualité traitant du thème abordé ici, merci de compléter l'article en donnant les références utiles à sa vérifiabilité et en les liant à la section « Notes et références ».
La France compte plusieurs établissements ou espaces zoologiques dédiés aux reptiles et aux insectes. Ceux-ci sont appelés vivariums publics - ou simplement vivarium - et peuvent se décliner en herpétarium, reptilarium, serpentarium ou encore tropicarium (aussi appelé exotarium) et insectariums ; papillonneraie ou formicarium.
Ces structures peuvent être indépendantes, être rattachées à un parc zoologique ou à un musée d'histoire naturelle, être associées à un aquarium public ou inclure un insectarium.

## Liste des vivariums et insectariums publics ouverts
| Nom                                                | Ville                    | Département             | Région                     |
| -------------------------------------------------- | ------------------------ | ----------------------- | -------------------------- |
| La Ferme aux Papillons                             | Die                      | Drôme                   | Auvergne-Rhône-Alpes       |
| La Ferme aux crocodiles                            | Pierrelatte              | Drôme                   | Auvergne-Rhône-Alpes       |
| Terrarium de Kerdanet                              | Châtelaudren-Plouagat    | Côtes-d'Armor           | Bretagne                   |
| Insectarium de Lizio                               | Lizio                    | Morbihan                | Bretagne                   |
| Vivarium du Muséum de Tours                        | Tours                    | Indre-et-Loire          | Centre-Val de Loire        |
| Formicarium du Muséum d’Orléans                    | Orléans                  | Loiret                  | Centre-Val de Loire        |
| La serre aux papillons du Parc floral de la Source | Orléans                  | Loiret                  | Centre-Val de Loire        |
| A Cupulatta                                        | Vero                     | Corse-du-Sud            | Corse                      |
| Le Village des Tortues                             | Moltifao                 | Haute-Corse             | Corse                      |
| Jardin des Papillons d'Hunawihr                    | Hunawihr                 | Haut-Rhin               | Grand Est                  |
| Vivarium du Moulin                                 | Lautenbachzell           | Haut-Rhin               | Grand Est                  |
| Insectarium du Musée d'Histoire naturelle de Lille | Lille                    | Nord                    | Hauts-de-France            |
| Jardin Botanique du Beau Pays                      | Marck                    | Pas-de-Calais           | Hauts-de-France            |
| La Serre Aux Papillons                             | La Queue-les-Yvelines    | Yvelines                | Île-de-France              |
| La Maison des Insectes                             | Carrières-sous-Poissy    | Yvelines                | Île-de-France              |
| Jardin des Papillons du Parc floral de Paris       | Paris                    | Paris                   | Île-de-France              |
| Naturospace Honfleur                               | Honfleur                 | Calvados                | Normandie                  |
| Alligator Bay                                      | Beauvoir                 | Manche                  | Normandie                  |
| La Cité des Insectes                               | Nedde                    | Haute-Vienne            | Nouvelle-Aquitaine         |
| Au Paradis du Papillon                             | Sanguinet                | Landes                  | Nouvelle-Aquitaine         |
| La Ferme des Reptiles                              | La Bastide-de-Sérou      | Ariège                  | Occitanie                  |
| Reptilarium du Larzac                              | Sainte-Eulalie de Cernon | Aveyron                 | Occitanie                  |
| Micropolis - La Cité des Insectes                  | Saint-Léons              | Aveyron                 | Occitanie                  |
| Reptiland                                          | Martel                   | Lot                     | Occitanie                  |
| Le Tropique du Papillon                            | Elne                     | Pyrénées-Orientales     | Occitanie                  |
| Tropicarium Bonsaï                                 | La Baule-Escoublac       | Loire-Atlantique        | Pays de la Loire           |
| Vivarium du Muséum de Nantes                       | Nantes                   | Loire-Atlantique        | Pays de la Loire           |
| L’île aux Papillons                                | La Guérinière            | Vendée                  | Pays de la Loire           |
| Jardin des papillons                               | Digne-les-Bains          | Alpes-de-Haute-Provence | Provence-Alpes Côte d'Azur |
| Tortupôle France - Le Village des Tortues          | Carnoules                | Var                     | Provence-Alpes Côte d'Azur |
| Aoubré l'aventure nature                           | Flassans-sur-Issole      | Var                     | Provence-Alpes Côte d'Azur |
| Le Carbet Amazonien - La Ferme aux Papillons       | Velleron                 | Vaucluse                | Provence-Alpes Côte d'Azur |

Ce tableau ne prend pas en compte les vivariums et/ou insectariums situés au sein de parcs zoologiques et d’aquariums publics.

## Liste des vivariums et insectariums publics fermés
| Nom                                | Ville         | Département | Région             |
| ---------------------------------- | ------------- | ----------- | ------------------ |
| Jardin aux Papillons               | Vannes        | Morbihan    | Bretagne           |
| Reptilarium - Les Reptiles vivants | Labenne       | Landes      | Nouvelle-Aquitaine |
| L’île aux serpents                 | La Trimouille | Vienne      | Nouvelle-Aquitaine |
| Insectarium de La Réunion          | Le Port       | La Réunion  | La Réunion         |
| Les Papillons d’Amarante           | Lesparrou     | Ariège      | Occitanie          |

Ce tableau ne prend pas en compte les vivariums et/ou insectariums situés au sein de parcs zoologiques et d’aquariums publics.